# Saale franconienne
Pour l’article homonyme, voir Saale.
La Saale franconienne (en allemand : Fränkische Saale) est une rivière qui coule dans le land  de Bavière en Allemagne. 

## Géographie
Ce cours d'eau a une longueur de 125 kilomètres.
La Saale franconienne se dénomme ainsi afin de ne pas la confondre avec la rivière Saale du land de Thuringe qui se jette dans l'Elbe après un parcours de 413 kilomètres.

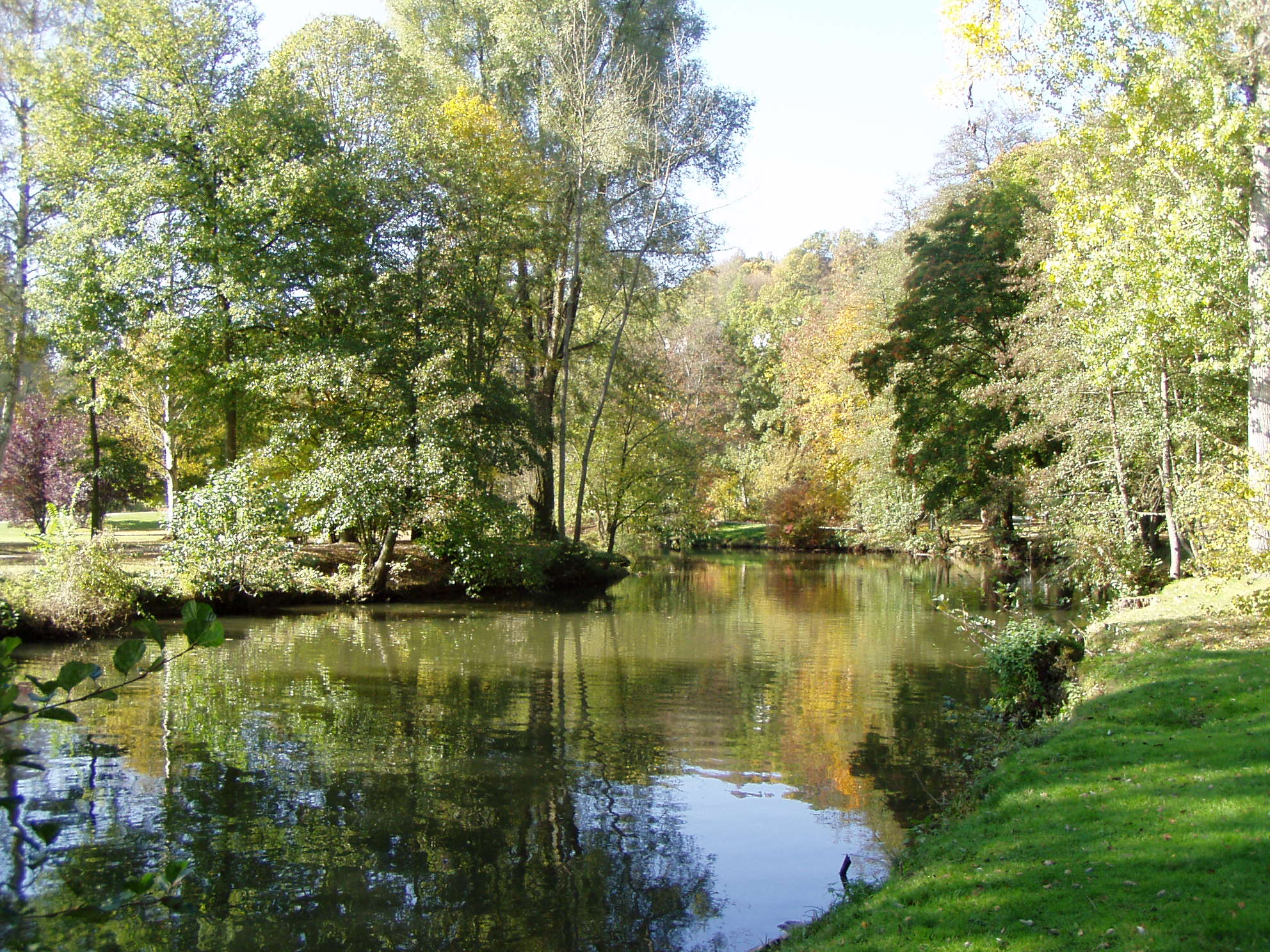
Vue de la Saale franconienne

La Saale franconienne se jette dans la rivière Main, à la hauteur de la ville de Gemünden am Main, située dans le District de Basse-Franconie.